# Bài phong, đả thực, chống cộng
"Bài phong, đả thực, chống cộng" là một khẩu hiệu chính trị ra đời dưới thời Tổng thống Ngô Đình Diệm (1955-1963) của Việt Nam Cộng hòa, đây được xem là kim chỉ nam hướng dẫn cho chính sách hành động của nền Đệ Nhất Việt Nam cộng hòa, về sau vẫn được chính phủ Đệ Nhị Việt Nam cộng hòa sử dụng. Đối với chính phủ Việt Nam Dân chủ Cộng hòa thì đây là một chiêu bài chính trị, một phần của các kế hoạch chiến tranh tâm lý nhằm "lừa dối" toàn bộ người dân Nam Việt Nam.

## Các nội dung chính
- Bài phong: bài trừ chế độ phong kiến, loại bỏ tư tưởng và phong tục phong kiến được xem là cổ hủ.
- Đả thực: là chống thực dân, cụ thể ở đây là chống thực dân Pháp, giành lấy độc lập cho người Việt thoát khỏi sự thuộc địa ngoại bang.
- Chống cộng: là tiêu diệt cộng sản.

## Hoạt động
Thông qua các khẩu hiệu này, Ngô Đình Diệm cho tiến hành thực thi trên thực tế:
- Bài phong: Phế truất Bảo Đại, tiêu diệt các lực lượng thân với cựu hoàng này, tịch thu gia sản của Bảo Đại.
- Đả thực: từ chỗ hợp tác với Pháp, quốc gia Việt Nam tuyên bố chống Pháp, đàm phán để tách khỏi Liên hiệp Pháp, hoàn toàn độc lập với Pháp mà không cần chiến tranh, gạt bỏ ảnh hưởng của Pháp và các lực lượng thân Pháp, chuyển sang chính sách làm đồng minh với Mỹ.
- Chống cộng: Cụ thể là ban hành Luật 10-59 và hoạt động "Tố Cộng diệt Cộng".[2]